# Керегетас (Келеський район)
Керегета́с (каз. Керегетас) — село у складі Келеського району Туркестанської області Казахстану. Входить до складу Біртілецького сільського округу.
Раніше існувало два села Кзил-Октябр (населення 1143 у 1989, 1017 у 1999) та Терісарик (населення 628 у 1989, 627 у 1999), які після 1999 року були об'єднані в єдине село Керегетеас.
Населення — 845 осіб (2021; 1531 у 2009).